# Batăr
Batăr is een Roemeense gemeente in het district Bihor.
Batăr telt 5173 inwoners.
De gemeente bestaat uit de volgende vier dorpen:
- Arpășel (Árpád; Arpat)
- Batăr (Feketebátor)
- Talpoș (Talpas)
- Tăut (Feketetót)

Het dorpje Arpăşel (Árpád) dat nabij de Hongaarstalige stad Salonta ligt kent een Hongaarstalige meerderheid; in 2011 had het 864 inwoners waarvan 662 Hongaren (78,3%).